# Abel Verônico
Abel Verônico da Silva Filho (* 2. Oktober 1941 in Rio de Janeiro) ist ein ehemaliger brasilianischer Fußballspieler. Der linke Stürmer sammelte mit dem FC Santos diverse nationale und internationale Titel.

## Karriere

### Verein
1942 ließ sich die Familie in Raiz da Serra (RJ) nieder, unweit von Pau Grande; derselbe Ort, aus dem der Nationalspieler Garrincha stammte. Verônico kam zu seinen ersten Einsätzen, als er für den Estrela Futebol Clube spielte, ein Team, das von einer Schießpulverfabrik der Armee unterhalten wurde, in der sein Vater Angestellter war. Als 15-Jähriger versuchte er beim CR Flamengo unterzukommen, bestand deren Tests aber nicht. Ein Jahr später traf seine Mutter zufällig Garrincha in Raiz da Serra. Durch die kurze Zufallsbekanntschaft erhielt Verônico eine Einladung vom Botafogo FR. Hier kam er auch über Tests nicht hinaus und kehrte zu Estrela zurück und bekam eine Stelle im Verwaltungsbereich der Schießpulverfabrik. Während seines Militärdienstes in Petrópolis wurde Verônico vom Kapitän seines Regiments zur Probe zum Fluminense FC geschickt, wo ihm wieder kein Erfolg beschieden war.
1961 verpflichtete ihn endlich der America FC (RJ). Garrincha, welchen er bei Spielen gegen Botafogo immer wieder traf, riet ihm, zu einem größeren Klub zu wechseln. Ein Rat, welchen er 1965 mit einem Wechsel zum FC Santos, annahm. Er bestritt sein erstes Spiel am 29. April 1965, einem Donnerstag, in einem Freundschaftsspiel gegen Clube do Remo im überfüllten Baenão–Stadion. Bei dem 9:4–Sieg erzielte Pelé fünf Tore, die anderen kamen von Coutinho, Toninho Guerreiro, Peixinho und dem zweiten Debütanten Carlos Alberto. Carlos Alberto kannte ihn bereits als Gegenspieler aus Verônicos Zeit bei America. Er beschrieb Verônico als schwer zu stellenden Angreifer und dass er sich freue, künftig mit ihm und nicht gegen ihn zu spielen. Gleich in seinem ersten Jahr in dem Klub konnte er die Taça Brasil 1965 gewinnen, welche später als nationale Meisterschaft anerkannt wurde. 1966 bekam er mit Edu einen Konkurrenten auf der linken Sturmseite. Trainer Lula konnte Edu auf der rechten Seite einsetzen, so dass Verônico seine Position behalten konnte. Am 16. Mai 1965 trat Santos zu einem Freundschaftsspiel zum Geburtstag der Stadt Maringá beim Grêmio Maringá an. Bei dem 11:1–Sieg erzielte er sein erstes Tor für den Klub.
Im Zuge einer seiner damalig häufigen Werbereisen trat Santos am 4. Juni 1967 mit Verônico in der Startelf gegen die Ivorische Fußballnationalmannschaft an (2:1–Sieg). Die Tore für Santos erzielten er und Pelé. Am 10. Juni 1971 bestritt Verônico sein letztes Spiel für Santos. In der Staatsmeisterschaft von São Paulo traf man auf Portuguesa. In der Partie wurde er für Rogério Hetmanek eingewechselt. In seiner Zeit bei Santos bestritt Verônico 323 Pflichtspiele, in denen er 28 Tore erzielte. Er verließ Santos 1971 als auf Leihbasis zunächst für den Coritiba FC und im Anschluss an den Londrina EC ausgeliehen wurde. Es schlossen sich noch weitere Wechsel 1972 zum Botafogo FC (SP), 1972 bis 1976 nach Mexiko zu Atlas Guadalajara und 1977 in die USA zu Las Vegas Quicksilvers an. Bei letzteren beendete Verônico im selben Jahr seine aktive Laufbahn.

### Nationalmannschaft
Obwohl Verônico als einer der besten Linksaußen Brasiliens seiner Zeit und in einer der besten Klubmannschaften spielte, kam er lediglich zu einem Länderspieleinsatz. Am 21. November 1965 trat er mit einer brasilianischen Auswahl gegen Ungarn an.
Die Hauptspieler Brasiliens trafen am selben Tag dieses Spiels auf die UdSSR. Aus diesem Grund betrachteten einige Quellen dieses Spiel gegen Ungarn, obwohl es eine offizielle Vertretung des brasilianischen Verbandes war, genau wie das Team, das gegen die UdSSR antrat, dass es sich eher um die Auswahl von São Paulo oder ein brasilianisches B–Nationalteam handelte. Zeitungen zum Zeitpunkt des Spiels identifizieren dieses Spiel als eines der Brasilianischen B-Nationalmannschaft. Der ungarische Verband betrachtet dieses Spiel eher als eine Budapester Elf, als von der ungarischen offiziellen A–Mannschaft gespielt.
Das Treffen endete 5:3 für Brasilien. Das erste Tor durch Servílio stellte das 150. Tor in einem Freundschaftsspiel dar. Mit dem zwischenzeitlichen 4:0 in der 31. Minute erzielte Verônico sein einziges Länderspieltor.
Für Brasilien traten neben Verônico an: Felix (Portuguesa), Carlos Alberto  (Santos), Djalma Dias (Palmeiras), Procópio Cardoso (Palmeiras), Edílson (Portuguesa) , Lima (Santos)  28′, Nair (Portuguesa)  40′ , Marcos (Corinthians), Servílio (Palmeiras)  12′ 60′, Prado (São Paulo) , Geraldino (Santos) , Roberto Rivelino (Corinthians) , Coutinho (Santos) , Trainer: Aymoré Moreira

## Trivia
Nach seiner aktiven Laufbahn arbeitete Verônico acht Jahre lang für das Rathaus von Santos als Fußballlehrer für Kinder. Im Jahr 2000 begann er als Supervisor der Amateurfußballabteilung des FC Santos zu arbeiten, wo er bis 2018 blieb.
Er hat vier Kinder (von denen eines ein Sportjournalist ist, der Reporter Abel Verônico da Silva Neto, genannt Abel Neto) und mindestens sechs Enkelkinder. Zwei seiner Kinder Donald und Douglas sind Zwillinge. Sie wurden in Guadalajara, Mexiko, geboren.
Seit 2014 nimmt Verônico an dem Santos Projekt Ídolos Eternos (ewige Idole) teil. Die Idee war, einige ehemalige Spieler als Mitarbeiter der Marketingabteilung des Vereins einzustellen. Neben Ehemaligen wie Mengálvio, Pepe, Lima, Edu, Clodoaldo, Manoel Maria, Serginho Chulapa und Dorval Rodrigues nahm Verônico in den letzten Jahren an Veranstaltungen, Fernsehprogrammen und Werbeaktivitäten teil. Im Rahmen der 110 Jahresfeier des Klubs wurde er, an der Seite weiterer Größen des Klubs, in die Feierlichkeiten eingebunden.

## Erfolge
Santos
- Staatsmeisterschaft von São Paulo: 1965, 1967, 1968, 1969
- Campeonato Brasileiro de Futebol – Meister: 1965, 1968
- Campeonato Brasileiro de Futebol – Vizemeister: 1966
- Torneio Rio-São Paulo: 1966
- Supercopa de Campeones Intercontinentales: 1968/69
- Intercontinental Supercup: 1969[7]